# كرستفريد غاناندر
كرستفريد غاناندر (Christfried Ganander ؛هابايارفي، 21 نوفمبر 1741 - رانتسيلا 17 فبراير 1790) مدون فنلندي للثقافة الشعبية و قس ومعجمي من القرن الثامن عشر . أعظم إنجازات غاناندر كانت جمعه لأول قاموس كامل ومكثف للغة الفنلندية إلا أنه لم ينشر. وكان أيضا جامعاً للتراث الشعبي قبل إلياس لونروت بعقود . أشهر أعماله المنشورة «الميثولوجيا الفينية» (Mythologia Fennica) في عام 1789 ، وهو كتاب مرجعي بالفلكلور الديني . كما نشر بعض الشعر وعمل مدرساً.

## روابط خارجية
- كرستفريد غاناندر على موقع ميوزك برينز (الإنجليزية)
- كرستفريد غاناندر على موقع ديسكوغز (الإنجليزية)